# 多特崖
多特崖（英語：Dot Cliff），是南極洲的山崖，位於維多利亞地的斯科特海岸，屬於皇家學會嶺的一部分，在1994年由美國南極名稱諮詢委員會命名，現時由南極條約體系管理。